# Mero mero
「mero mero」（メロ メロ）は、日本の女性アイドルユニット・アイドリングNEOの楽曲。2013年11月13日にavex entertainmentから発売された1枚目のシングル。楽曲のプロデュースは、音楽プロデューサー・伊秩弘将が担当している。

## 背景
女性アイドルグループ・アイドリング!!!の派生ユニット、アイドリングNEO（現NEO from アイドリング!!!）のデビューシングル。
2013年8月29日、テレビ番組『アイドリング!!!』（地上波版）にて、同年7月に加入したばかりの新メンバー古橋舞悠・関谷真由・橋本瑠果・佐藤麗奈・佐藤ミケーラ倭子に4期生伊藤祐奈を加えた計6名は、アイドリング!!!とは別ユニットの「アイドリングNEO」としてアーティスト活動を行うこと。また、同年11月発売のデビューシングル（本作）で同日発売されるアイドリング!!!の21枚目のシングル「シャウト!!!」と売り上げ枚数を巡っての対決を行い、負けた方には過酷な罰ゲームが課せられることが発表された。
同年9月16日、フジテレビのプレスリリースで、4期生後藤郁がアイドリングNEOに加入することが発表され、7人体制での陣容が確定し、本作のリリースに至った。

## 制作
楽曲全般のプロデュースは、女性4人組のボーカル&ダンスグループ・SPEEDの音楽プロデューサーとして著名な伊秩弘将が務め、編曲は佐久間誠が担当した。両者は次作以降も、アイドリングNEOの音楽プロデュースを担当している。

## リリース
所属レコード会社は、エイベックス・エンタテインメント傘下のレーベル「avex entertainment」。
楽曲のシングル盤は、TYPE-A・B・Cの3形態のCDシングルでリリースされている。TYPE-AにはDVDが、TYPE-BにはBlu-ray Discが付属しており、それぞれ収録内容が異なる。全形態の初回生産分に、トレーディングカード1種（全7種からランダム）の封入特典が付く。また、「イベント参加券」が1枚封入されている。ほか、イベント会場限定でミュージック・カードが販売された。

## プロモーション
楽曲のプロモーションで、以下のメディアに出演した。
TV番組
- PON!（2013年11月20日、日本テレビ）

ラジオ番組
- K・WEST ENTAME GENERATION（2013年10月31日、bayfm）
- SUNDAY FLICKERS（2013年11月10日、JFN）

## チャート成績
オリコン週間ランキングでは最高14位。
上記のアイドリング!!!21stシングルとの売上対決で、「シャウト!!!」がランキング6位だったため敗北し、公約通り罰ゲームを実施した。内容は次作の2ndシングル「Sakuraホライズン」TYPE-Bに収められているミュージック・ビデオ「mero mero（ムキムキver.）」で明らかとなる。

## ミュージック・ビデオ
楽曲のリリースに先駆け「ショートバージョン」「ダンスバージョン」「ライブバージョン」の3種がYouTubeで無料公開されている。劇中は、歌詞にも含まれている校舎が舞台となっている。

## ライブ・パフォーマンス
発売記念イベント兼ねたミニライブが、以下の日時・場所で実施された。
- 「mero mero」発売記念イベント 
2013年11月12日 ダイバーシティ東京プラザ 2Fフェスティバル広場
2013年11月13日 アキバ☆ソフマップ1号店 8F
2013年11月14日 柏市・ららぽーと柏の葉 2Fセンタープラザ
2013年11月15日 渋谷JOL原宿
2013年11月16日 ヨドバシ吉祥寺 2Fイベントスペース
2013年11月17日 東京ドームシティ ラクーアガーデンステージ

楽曲は2013年8月31日の「a-nation 2013 stadium fes.」で初披露された。この時点では後藤郁の加入前の6名で歌唱、2013年9月21日の「ニコはちライブ」がフルメンバー7名での初披露となった。他、以下のイベントに出演して楽曲をライブ披露し、『JX-ENEOS ウインターカップ 2013』ではカップリング曲「胸アツ生誕祭!!!」を歌唱した。
- a-nation 2013 stadium fes.（2013年8月31日、味の素スタジアム）
- フジテレビお台場合衆国「アイドリング!!!&アイドリングNEO スペシャルライブ」（2013年9月1日、フジテレビ本社屋）
- ぽにきゃん!アイドル倶楽部 感謝祭（2013年9月1日、山野ホール）
- SAKAE RUNWAY 2013 A/W（2013年10月6日、南大津通歩行者天国）
- JX-ENEOS ウインターカップ 2013（2013年12月28・29日、東京体育館）

## メディアでの使用
収録曲は以下のメディアで使用された。
「mero mero」
- フジテレビ系『ウチくる!?』2013年11月度エンディングテーマ

「胸アツ生誕祭!!!」
- JBA『JX-ENEOS ウインターカップ2013』応援ソング

## シングル収録トラック
全作詞・作曲: 伊秩弘将、全編曲: 佐久間誠。
| #         | タイトル                      | 作詞  | 作曲・編曲 | 時間 |
| --------- | ----------------------------- | ----- | ---------- | ---- |
| 1.        | 「mero mero」                 |       |            | 3:44 |
| 2.        | 「胸アツ生誕祭!!!」           |       |            | 3:58 |
| 3.        | 「mero mero（Instrumental）」 |       |            | 3:42 |
| 合計時間: | 合計時間:                     | 11:26 |            |      |

| #  | タイトル                                                       | 作詞 | 作曲・編曲 |
| -- | -------------------------------------------------------------- | ---- | ---------- |
| 1. | 「mero mero -Music Video-」                                    |      |            |
| 2. | 「mero mero -Dance Ver.-」                                     |      |            |
| 3. | 「mero mero -Music Videoメイキング-」                          |      |            |
| 4. | 「おまけ：アイドリングNEOの勝手気ままなモノマネ&実験コーナー」 |      |            |

| #         | タイトル                             | 作詞  | 作曲・編曲 | 時間 |
| --------- | ------------------------------------ | ----- | ---------- | ---- |
| 1.        | 「mero mero」                        |       |            | 3:44 |
| 2.        | 「寝乙女X'masNight」                 |       |            | 3:39 |
| 3.        | 「寝乙女X'masNight（Instrumental）」 |       |            | 3:37 |
| 合計時間: | 合計時間:                            | 11:01 |            |      |

| #  | タイトル                                                        | 作詞 | 作曲・編曲 |
| -- | --------------------------------------------------------------- | ---- | ---------- |
| 1. | 「mero mero -Music Video-」                                     |      |            |
| 2. | 「mero mero -Dance Ver.-」                                      |      |            |
| 3. | 「mero mero -Music Videoメイキング-」                           |      |            |
| 4. | 「おまけ：アイドリングNEOの勝手気ままなお遊びコーナー in 学校」 |      |            |

| #         | タイトル                            | 作詞  | 作曲・編曲 | 時間 |
| --------- | ----------------------------------- | ----- | ---------- | ---- |
| 1.        | 「mero mero」                       |       |            | 3:44 |
| 2.        | 「胸アツ生誕祭!!!」                 |       |            | 3:58 |
| 3.        | 「mero mero（Instrumental）」       |       |            | 3:44 |
| 4.        | 「胸アツ生誕祭!!!（Instrumental）」 |       |            | 3:56 |
| 合計時間: | 合計時間:                           | 15:23 |            |      |

| #         | タイトル            | 作詞 | 作曲・編曲 | 時間 |
| --------- | ------------------- | ---- | ---------- | ---- |
| 1.        | 「mero mero」       |      |            | 3:44 |
| 2.        | 「胸アツ生誕祭!!!」 |      |            | 3:58 |
| 合計時間: | 合計時間:           | 7:42 |            |      |